# Sopuerta
Sopuerta (in basco Sokortua) è un comune spagnolo di 2 245 abitanti situato nella comunità autonoma dei Paesi Baschi.